# Virgin Snow Color
Virgin Snow Color (バージン スノー カラー Bājin Sunō Karā?) es el cuarto álbum de estudio de la banda japonesa Ayabie. Fue lanzado el 15 de noviembre de 2006 y alcanzó el puesto #77 en las listas semanales de  Oricon Style.

## Lista de canciones
| CD  |                                                                           |        |          |          |  |
| N.º | Título                                                                    | Letras | Música   | Duración |  |
| 1.  | «Virgin snow color (バージンスノーカラー?)»                               | Ayabie | Ayabie   | 1:51     |  |
| 2.  | «Shine»                                                                   | Aoi    | Takehito | 2:41     |  |
| 3.  | «Lapis lazuli (ラピスラズリ?)»                                            | Aoi    | Intetsu  | 3:15     |  |
| 4.  | «Koto no hanoru (コトノハノル?)»                                          | Aoi    | Intetsu  | 4:38     |  |
| 5.  | «Hinata (ヒナタ?)»                                                        | Aoi    | Aoi      | 4:24     |  |
| 6.  | «Mefisshu no Uta, koi kara no suihou (メーフィッシュのうた、恋柄の水泡?)» | Aoi    | Intetsu  | 4:05     |  |
| 7.  | «0010»                                                                    | Aoi    | Intetsu  | 4:04     |  |
| 8.  | «Az»                                                                      | Aoi    | Aoi      | 4:45     |  |
| 9.  | «ancient-tree»                                                            | Aoi    | Kenzo    | 5:33     |  |
| 10. | «Hoshi furu ohanashi (星降るお話?)»                                       | Aoi    | Intetsu  | 3:48     |  |

| DVD |                                                |        |         |          |  |
| N.º | Título                                         | Letras | Música  | Duración |  |
| 1.  | «Kimi no koe to yakusoku (君の声と約束?)» (PV) | Aoi    | Intetsu | 4:28     |  |